# Liste der deutschen Botschafter beim Europarat
Die Liste der deutschen Botschafter beim Europarat enthält alle Botschafter der Bundesrepublik Deutschland beim Europarat in Straßburg.
Die Bundesrepublik Deutschland ist seit 1950 Mitglied des Europarates.

## Ministerkomitee
Das Ministerkomitee ist das Exekutivorgan des Europarates, in diesem werden die Mitgliedstaaten durch ihre Außenminister bzw. deren Ständige Vertreter im Range eines Botschafters vertreten.
| Name                  | Bild | Amtszeit  |
| --------------------- | ---- | --------- |
| Karl Carstens         |      | 1954–1955 |
| Gerhart Feine         |      | 1956–1957 |
| Adolph Reifferscheidt |      | 1958–1960 |
| Felician Prill        |      | 1960–1966 |
| Heinrich Northe       |      | 1967–1969 |
| Ellinor von Puttkamer |      | 1969–1974 |
| Karl Alexander Hampe  |      | 1979–1984 |
| Günter Knackstedt     |      | 1985–1988 |
| Conrad von Schubert   |      | 1988–1993 |
| Horst Schirmer        |      | 1993–1997 |
| Johannes Dohmes       |      | 1997–2001 |
| Eberhard Kölsch       |      | 2006–2009 |
| Hans-Dieter Heumann   |      | 2009–2011 |
| Julius Georg Luy      |      | 2011–2015 |
| Gerhard Küntzle       |      | 2015–2018 |
| Rolf Mafael           |      | 2018–2021 |
| Jutta Frasch          |      | 2021–2023 |
| Heike Thiele          |      | seit 2023 |